# NGC 1300
NGC 1300 je spirální galaxie s příčkou v souhvězdí Eridanu. Od Země je vzdálená asi 70 milionů světelných let a její průměr je větší než 100 000 světelných let. Je členem kupy galaxií v Eridanu.
Objevil ji John Herschel 11. prosince 1835.
Galaxie má jasnost 10,4 mag, úhlové rozměry 6,2′×4,1′ a jako mlhavou skvrnu ji může ukázat i menší hvězdářský dalekohled.

## Obrázek
Obrázek vpravo nahoře byl pořízen Hubbleovým vesmírným dalekohledem v září 2004. Je složený a byl vytvořen s použitím čtyř filtrů. Modrého (s centrální vlnovou délkou 435 nm), vizuálního (555 nm), infračerveného (814 nm) a filtru vodík-alfa (658 nm). Díky velkému rozlišení obrázku je vidět galaktická ramena, disk, výduť i jádro až do nevídaných podrobností. Modří a červení veleobři, hvězdokupy a oblasti tvorby hvězd jsou rozptýleny napříč spirálními rameny. Prachové pásy obkreslují jemné struktury v disku a příčce. V pozadí jsou viditelné ještě vzdálenější galaxie, dokonce i přes ty nejhustší oblasti NGC 1300.
Jádro této galaxie obsahuje vlastní výraznou spirální strukturu, jejíž velikost je přibližně 3 300 světelných let. Pouze galaxie s rozsáhlými příčkami mají uvnitř spirály výrazné vnitřní disky. Modely naznačují, že plyn by v příčkách mohl proudit po spirále do středu galaxie, kde by mohl potenciálně zásobovat černou díru, která by se zde nacházela. O galaxii NGC 1300 však není známo, zda má aktivní jádro, což naznačuje, že buď nemá černou díru, nebo nepohlcuje hmotu.